# Равінія (Південна Дакота)
Равінія (англ. Ravinia) — місто (англ. town) в США, в окрузі Чарлз-Мікс штату Південна Дакота. Населення — 71 особа (2020).

## Географія
Равінія розташована за координатами 43°8′11″ пн. ш. 98°25′37″ зх. д. / 43.13639° пн. ш. 98.42694° зх. д. (43.136496, -98.426833).  За даними Бюро перепису населення США в 2010 році місто мало площу 0,64 км², уся площа — суходіл.

## Демографія
Згідно з переписом 2010 року, у місті мешкала 61 особа в 22 домогосподарствах у складі 14 родин. Густота населення становила 95 осіб/км².  Було 36 помешкань (56/км²).
Расовий склад населення:
| - 65,6 % — корінних американців - 24,6 % — білих - 3,3 % — чорних або афроамериканців - 1,6 % — осіб інших рас |

До двох чи більше рас належало 4,9 %. Частка іспаномовних становила 6,6 % від усіх жителів.
За віковим діапазоном населення розподілялося таким чином: 36,1 % — особи молодші 18 років, 50,8 % — особи у віці 18—64 років, 13,1 % — особи у віці 65 років та старші. Медіана віку мешканця становила 38,5 року. На 100 осіб жіночої статі у місті припадало 90,6 чоловіків;  на 100 жінок у віці від 18 років та старших — 116,7 чоловіків також старших 18 років.
За межею бідності перебувало 69,3 % осіб, у тому числі 73,7 % дітей у віці до 18 років та 30,0 % осіб у віці 65 років та старших.
Цивільне працевлаштоване населення становило 26 осіб. Основні галузі зайнятості: освіта, охорона здоров'я та соціальна допомога — 46,2 %, роздрібна торгівля — 23,1 %, публічна адміністрація — 11,5 %, сільське господарство, лісництво, риболовля — 7,7 %.